# Palmolike
Palmolike (lat. Arecales) biljni red u razredu jednosupnica (Liliopsida) kojemu pripadaju (po nekima) dvije porodice, palmovke (Arecaceae) i Dasypogonaceae, s ukupno preko 2 500 vrsta koje rastu suptropskim i tropskim krajevima južne hemisfere. Porodica Dasypogonaceae po drugima čini samostalan red Dasypogonales
Rodovi Baxteria (1 vrsta), Calectasia (11 vrsta), Dasypogon (3 vrste) i Kingia (1 vrsta), australski su endemi koji čine porodicu Dasypogonaceae, koja je prema APG IV sustavu iz 2016, sestrinska porodici palmovki.
Porodica pravih palmi je najbrojnija, a u Hrvatskoj se mogu pronaći 4 vrste, jedna iz roda žumara (Chamaerops humilis), dvije iz roda datula ili datulja (Phoenix dactylifera i Phoenix canariensis) i jedna iz roda vašingtonija (Washingtonia filifera).

## Opis
Arecales, red cvjetnica koji sadrži samo jednu porodicu, Arecaceae (također poznatu kao Palmae), koja se sastoji od palmi. Poznato je gotovo 2400 vrsta u 189 rodova. Red uključuje neke od najvažnijih biljaka u smislu ekonomske vrijednosti.
Pripadnici Arecalesa razlikuju se po zemljopisu i navikama; sve osim vrlo malo vrsta ograničene su na tropske i suptropske krajeve, gdje čine istaknuti dio vegetacije. Karakteristično drvenaste, ističu se unutar pretežno zeljastih jednosupnica. Porodica je četvrta među jednosupnicama po veličini, nakon Orchidaceae, Poaceae i Cyperaceae.
Palme je bilo teško proučavati iz nekoliko razloga. Njihova velika veličina i ekstremna tvrdoća odvratile su rane sakupljače, što je navelo Libertyja Hydea Baileya, eminentnog američkog hortikulturista početkom 20. stoljeća, da palme nazove “velikom igrom biljnog svijeta”. Mnogi su rodovi otočni endemi. Unatoč njihovoj važnosti, ostali su slabo poznati sve dok putovanje zrakoplovom u udaljena tropska područja nije postalo izvedivo. Pojačano botaničko istraživanje tropskih krajeva 1980-ih utvrdilo je važnost palmi, što je rezultiralo mjerama za njihovo proučavanje i očuvanje.

### Klasifikacija
Palme su različito svrstane u porodici Araceae (u redu Alismatales), Pandanaceae (red Pandanales) i Cyclanthaceae (također Pandanales) na temelju drvenastog habitusa s listovima u terminalnim grozdovima i vjerojatno sličnom strukturom cvatova. Naknadna studija, međutim, otkrila je da su arhitektura, lišće, cvatovi, cvjetovi i sjemenke strukturno različiti u tim obiteljima i da nisu blisko povezani jedni s drugima (osim posljednje dvije obitelji koje su u redu Pandanales).
Slični obrasci u epikutikularnom vosku, u određenim organskim kiselinama pronađenim u stjenkama stanica, u flavonoidnim spojevima i u nekim parazitima, sve je sugeriralo da su palme imale zajedničko podrijetlo s bivšom podrazredom Commelinidae; ti su afiniteti sada potkrijepljeni rezultatima DNK analiza. Očekuje se da će tekuće studije razvoja, kladističke analize i studije DNK dovesti do novih uvida u evoluciju i odnose ovih neobičnih biljaka.
Australska porodica Dasypogonaceae (također poznata kao Calectasiacea), s četiri roda i 16 vrsta, tradicionalno je bila povezana s porodicom Liliaceae (ljiljani), ali sada se vjeruje da je bliže srodna palmama zbog zajedničkog posjedovanja ultraljubičasto-fluorescentnih spojeva u stjenkama stanica posebna vrsta epikutikularnog voska i stomatalni kompleksi sa sporednim stanicama.

### Karakteristike
Članovi reda Arecales su izvanredni iz nekoliko razloga. Oni uključuju neke od najvećih listova angiospermi (Raphia [jupati]), cvatove (Corypha) i sjemenke (Lodoicea [dvostruki kokos]). Palme pokazuju veću raznolikost od većine jednosupnica. Palme su također od posebnog interesa zbog svog dugog fosilnog zapisa i strukturne raznolikosti.
Arecaceae imaju jedan od najdužih i najopsežnijih fosilnih zapisa u bilo kojoj porodici jednosupnica, koji seže prije nekih 80 milijuna godina do razdoblja kasne krede. Arecaceae su strukturno vrlo raznolike i jedna su od najizrazitijih skupina jednosupnica. Razlikuju se od bliskih srodnika po tome što im uvijek nedostaje simpodijalno grananje ispod završnog cvata, po tome što imaju lišće s rubnom trakom koja nije u obliku lepeze, koja se odbacuje tijekom razvoja, i po tome što imaju cjevastu ovojnicu lista. Palme također imaju kolateralne, a ne složene, vaskularne snopove u svojim stabljikama i tijelima od silicijevog dioksida koji se nose u specijaliziranim stanicama (stegmati) svuda. Posude, često s jednostavnim perforacijskim pločama, nalaze se u korijenju, stabljici i lišću.
Prepoznatljiv uzorak razvoja složenih listova palmi jedno je od jedinstvenih obilježja ove porodice i razlikuje se od svih ostalih cvjetnica. Kod većine biljaka sa složenim listovima, svaka se pera lista razvija iz zasebnog meristema koji raste neovisno o ostatku lista. Kod palmi, međutim, složena priroda lišća potječe iz jednog meristema koji tvori naboranu jednostavnu oštricu koja zatim prolazi bočnu degradaciju stanica duž nabora oštrice, što dovodi do stvaranja zasebnih pera.
Cvatovi palme mogu biti ogromni i razgranati do šest razina. Trideset i pet rodova palmi nosi cvatove nalik na lopatice i pripadajuće lopatičaste brakteje. Međutim, lopatice u Arecaceae su brakteje različitih vrsta i stoga nisu uvijek homologne ni jedna drugoj ni lopaticama drugih jednosupnica. Lopatice mogu biti velike i šarene ili nalik lišću, a služe za zaštitu cvijeća kao i za poticanje životinjskog oprašivanja.

### Gospodarski značaj
Druge po gospodarskoj važnosti odmah nakon trava među jednosupnicama, palme pružaju višestruku lokalnu i komercijalnu upotrebu u tropskim staništima u kojima se nalaze. Palme su različiti izvori hrane, uključujući škrob (sago na pacifičkim otocima iz roda Metroxylon), ulja (iz afričkog roda Elaeis) i šećere (iz azijske palme Caryota urens), kao i stimulanse iz betel oraha, palma (Areca catechu). Građevinske materijale za slamnate krovove daju mnogi rodovi i vrste diljem tropskih krajeva. Osim toga, takvi rodovi kao što su Phytelephas i njegovi srodnici u šumama Južne Amerike (biljna slonovača) daju materijal za gumbe, dok su neke druge palme (Ceroxylon) izvor voska.

## Porodice i rodovi
1. Familia Arecaceae Bercht. & J. Presl (2735 spp.)
  1. Subfamilia Calamoideae Griff.
    1. Tribus Lepidocaryeae Mart. in Endl.
      1. Subtribus Raphiinae Hook. fil.
        1. Raphia P. Beauv. (22 spp.)

      2. Subtribus Lepidocaryiinae
        1. Lepidocaryum Mart. (1 sp.)
        2. Mauritia L. fil. (2 spp.)
        3. Mauritiella Burret (6 spp.)

    2. Tribus Calameae Drude
      1. Subtribus Oncocalaminae J. Dransf. & N. W. Uhl
        1. Oncocalamus (G. Mann & H. Wendl.) G. Mann & H. Wendl. (5 spp.)

      2. Subtribus Ancistrophyllinae Becc.
        1. Eremospatha (G. Mann & H. Wendl.) H. Wendl. (11 spp.)
        2. Laccosperma Drude (7 spp.)

      3. Subtribus neopisan
        1. Korthalsia Blume (27 spp.)

      4. Subtribus neopisan
        1. Salacca Reinw. (23 spp.)
        2. Eleiodoxa (Becc.) Burret (1 sp.)

      5. Subtribus Pigafettinae J.Dransf. & N.W.Uhl
        1. Pigafetta (Blume) Becc. (2 spp.)

      6. Subtribus Metroxylinae Blume
        1. Metroxylon Rottb. (7 spp.)

      7. Subtribus Plectocomiinae J. Dransf. & N. W. Uhl
        1. Plectocomia Mart. ex Blume (15 spp.)
        2. Myrialepis Becc. (1 sp.)
        3. Plectocomiopsis Becc. (6 spp.)

      8. Subtribus Calaminae Meisner
        1. Calamus L. (589 spp.)

      9. Subtribus Eugeissoneae Becc.
        1. Eugeissona Griff. (6 spp.)

  2. Subfamilia Nypoideae Griff.
    1. Nypa Steck (1 sp.)

  3. Subfamilia Coryphoideae Griff.
    1. Tribus Corypheae Mart. in Endl.
      1. Subtribus Coryphinae
        1. Chuniophoenix Burret (2 spp.)
        2. Nannorrhops H. Wendl. (2 spp.)
        3. Tahina J. Dransf. & Rakotoarin. (1 sp.)
        4. Kerriodoxa J. Dransf. (1 sp.)
        5. Caryota L. (16 spp.)
        6. Arenga Labill. (24 spp.)

      2. Subtribus Borassinae
        1. Latania Comm. ex Juss. (3 spp.)
        2. Lodoicea Comm. ex DC. (1 sp.)
        3. Borassus L. (5 spp.)
        4. Borassodendron Becc. (2 spp.)
        5. Satranala J.Dransf. & Beentje (1 sp.)
        6. Bismarckia Hildebrandt & H.Wendl. (1 sp.)
        7. Medemia Wuerttemb. ex H.Wendl. (1 sp.)
        8. Hyphaene Gaertn. (8 spp.)

      3. Subtribus Coryphinae J. Dransf. & N. W. Uhl
        1. Wallichia Roxb. (9 spp.)
        2. Corypha L. (6 spp.)

    2. Tribus Livistoneae J. Dransf., N. W. Uhl, Asmussen, W. J. Baker, M. M. Harley & C. Lewis
      1. Subtribus Sabalinae Mart. in Endl.
        1. Sabal Adans. (16 spp.)

      2. Subtribus Thrinacinae Becc.
        1. Itaya H. E. Moore (1 sp.)
        2. Sabinaria R. Bernal & Galeano (1 sp.)
        3. Cryosophila Blume (10 spp.)
        4. Trithrinax Mart. (3 spp.)
        5. Chelyocarpus Dammer (4 spp.)
        6. Schippia Burret (1 sp.)
        7. Zombia L.H.Bailey (1 sp.)
        8. Coccothrinax Sarg. (54 spp.)
        9. Thrinax L. fil. ex Sw. (3 spp.)
        10. Leucothrinax C. Lewis & Zona (1 sp.)
        11. Hemithrinax Hook. fil. (3 spp.)

      3. Subtribus Livistoninae Saakov
        1. Washingtonia H. Wendl. (2 spp.)
        2. Pritchardia Seem. & H. Wendl. (33 spp.)
        3. Copernicia Mart. ex Endl. (21 spp.)
        4. Chamaerops L. (1 sp.)
        5. Trachycarpus H. Wendl. (9 spp.)
        6. Rhapidophyllum H. Wendl. & Drude (1 sp.)
        7. Maxburretia Furtado (3 spp.)
        8. Rhapis L.fil. (12 spp.)
        9. Guihaia J. Dransf., S.K.Lee & F.N.Wei (4 spp.)
        10. Licuala Thunb. (156 spp.)
        11. Johannesteijsmannia H.E.Moore (4 spp.)
        12. Lanonia A.J.Hend. & C.D.Bacon (19 spp.)
        13. Saribus Blume (17 spp.)
        14. Livistona R.Br. (20 spp.)
        15. Pholidocarpus Blume (6 spp.)
        16. Brahea Mart. (12 spp.)
        17. Serenoa Hook.fil. (1 sp.)
        18. Acoelorrhaphe H.Wendl. (1 sp.)
        19. Colpothrinax Griseb. & H.Wendl. (3 spp.)

      4. Subtribus Phoenicinae
        1. Phoenix L. (14 spp.)

  4. Subfamilia Ceroxyloideae Drude
    1. Tribus Cyclospatheae O.F.Cook
      1. Pseudophoenix H. Wendl.& Drude ex Drude (4 spp.)

    2. Tribus Phytelephanteae
      1. Phytelephas Ruiz & Pav. (4 spp.)
      2. Aphandra Barfod (1 sp.)
      3. Ammandra O. F. Cook (1 sp.)

    3. Tribus Ceroxyleae Satake
      1. Ravenea H. Wendl. ex Bouché (22 spp.)
      2. Oraniopsis (Becc.) J. Dransf., A. K. Irvine & N. W. Uhl (1 sp.)
      3. Ceroxylon Bonpl. (13 spp.)
      4. Juania Drude (1 sp.)

  5. Subfamilia Arecoideae
    1. Tribus Iriarteeae Drude
      1. Subtribus Iriarteinae Hook. fil.
        1. Dictyocaryum H. Wendl. (3 spp.)
        2. Iriartea Ruiz & Pav. (1 sp.)
        3. Socratea H. Karst. (5 spp.)
        4. Iriartella H. Wendl. (2 spp.)

      2. Subtribus Wettiniinae Hook. fil.
        1. Wettinia Poepp. ex Endl. (22 spp.)

    2. Tribus Hyophorbeae Drude
      1. Hyophorbe Gaertn. (5 spp.)
      2. Wendlandiella Dammer (1 sp.)
      3. Synechanthus H. Wendl. (3 spp.)
      4. Gaussia H. Wendl. (5 spp.)
      5. Chamaedorea Willd. (112 spp.)

    3. Tribus Cocoeae Mart. in Endl.
      1. Subtribus Roystoneinae J. Dransf. & N. W. Uhl
        1. Roystonea O. F. Cook (10 spp.)

      2. Subtribus Malortieinae Hook. fil. in Bentham & Hook. fil.
        1. Reinhardtia Liebm. (6 spp.)

      3. Subtribus Elaeidinae Hook. fil.
        1. Barcella (Trail) Trail ex Drude (1 sp.)
        2. Elaeis Jacq. (2 spp.)

      4. Subtribus Bactridinae Hook. fil.
        1. Acrocomia Mart. (9 spp.)
        2. Bactris Jacq. (79 spp.)
        3. Astrocaryum G. Mey. (39 spp.)
        4. Desmoncus Mart. (24 spp.)
        5. Aiphanes Willd. (38 spp.)

      5. Subtribus Cocoinae
        1. Beccariophoenix Jum. & H. Perrier (3 spp.)
        2. Jubaeopsis Becc. (1 sp.)
        3. Voanioala J. Dransf. (1 sp.)
        4. Allagoptera Nees (5 spp.)
        5. Polyandrococos Barb. Rodr. (1 sp.)
        6. Parajubaea Burret (3 spp.)
        7. Cocos L. (1 sp.)
        8. Paschalococos J. Dransf. (1 sp.)
        9. Syagrus Mart. (63 spp.)
        10. Jubaea Kunth (1 sp.)
        11. Butia (Becc.) Becc. (24 spp.)
        12. Lytocaryum Toledo (4 spp.)
        13. Attalea Kunth (66 spp.)

    4. Tribus Podococceae J. Dransf. & N. W. Uhl
      1. Subtribus Podococcinae
        1. Podococcus G. Mann & H. Wendl. (2 spp.)

      2. Subtribus Oraniinae J. Dransf. & N. W. Uhl
        1. Orania Zipp. (31 spp.)

      3. Subtribus Sclerospermatinae J. Dransf. & N. W. Uhl
        1. Sclerosperma G. Mann & H. Wendl. (4 spp.)

    5. Tribus Areceae
      1. Subtribus Pelagodoxinae
        1. Pelagodoxa Becc. (1 sp.)
        2. Sommieria Becc. (1 sp.)

      2. Subtribus Manicariinae J. Dransf. & N. W. Uhl
        1. Leopoldinia Mart. (3 spp.)
        2. Manicaria Gaertn. (2 spp.)
        3. Welfia H. Wendl. (2 spp.)
        4. Pholidostachys H. Wendl. ex Hook. fil. (7 spp.)
        5. Asterogyne H. Wendl. ex Hook. fil. (5 spp.)
        6. Geonoma Willd. (73 spp.)
        7. Calyptrogyne H. Wendl. (20 spp.)

      3. Subtribus Iguanurinae Hook. fil.
        1. Iguanura Blume (34 spp.)

      4. Subtribus Arecinae
        1. Cyrtostachys Blume (8 spp.)
        2. Clinostigma H. Wendl. (11 spp.)
        3. Bentinckia Berry ex Roxb. (2 spp.)
        4. Areca L. (50 spp.)
        5. Nenga H. Wendl. & Drude (5 spp.)
        6. Pinanga Blume (149 spp.)
        7. Oncosperma Blume (5 spp.)
        8. Deckenia H. Wendl. ex Seem. (1 sp.)
        9. Acanthophoenix H. Wendl. (2 spp.)
        10. Tectiphiala H. E. Moore (1 sp.)

      5. Subtribus Dypsidinae Becc.
        1. Rhopaloblaste Scheff. (6 spp.)
        2. Dictyosperma H. Wendl. & Drude (1 sp.)
        3. Masoala Jum. (2 spp.)
        4. Lemurophoenix J. Dransf. (2 spp.)
        5. Marojejya Humbert (2 spp.)
        6. Dypsis Noronha ex Mart. (175 spp.)
        7. Roscheria H. Wendl. ex Baker (1 sp.)
        8. Verschaffeltia H. Wendl. (1 sp.)
        9. Phoenicophorium H. Wendl. (1 sp.)
        10. Nephrosperma Balf. fil. (1 sp.)

      6. Subtribus Linospadicinae Hook. fil.
        1. Cyphokentia Brongn. (3 spp.)
        2. Clinosperma Becc. (4 spp.)
        3. Carpoxylon H. Wendl. & Drude (1 sp.)
        4. Satakentia H. E. Moore (1 sp.)
        5. Neoveitchia Becc. (2 spp.)
        6. Heterospathe Scheff. (38 spp.)
        7. Dransfieldia W. J. Baker & Zona (1 sp.)
        8. Linospadix H. Wendl. & Drude (7 spp.)
        9. Howea Becc. (2 spp.)
        10. Laccospadix Drude & H. Wendl. (1 sp.)

      7. Subtribus Ptychospermatinae Hook. fil.
        1. Ptychosperma Labill. (29 spp.)
        2. Ponapea Becc. (4 spp.)
        3. Adonidia Becc. (2 spp.)
        4. Wallaceodoxa Heatubun & W. J. Baker (1 sp.)
        5. Manjekia Heatubun & W. J. Baker (1 sp.)
        6. Jailoloa Heatubun & W. J. Baker (1 sp.)
        7. Veitchia H. Wendl. (11 spp.)
        8. Balaka Becc. (13 spp.)
        9. Normanbya F. Muell. (1 sp.)
        10. Wodyetia Irvine (1 sp.)
        11. Carpentaria Becc. (1 sp.)
        12. Drymophloeus Zipp. (3 spp.)
        13. Ptychococcus Becc. (2 spp.)
        14. Brassiophoenix Burret (2 spp.)
        15. Calyptrocalyx Blume (28 spp.)
        16. Actinorhytis H. Wendl. & Drude (1 sp.)
        17. Chambeyronia Vieill. (9 spp.)
        18. Archontophoenix H. Wendl. & Drude (6 spp.)
        19. Rhopalostylis H. Wendl. & Drude (1 sp.)
        20. Hedyscepe H. Wendl. & Drude (1 sp.)
        21. Cyphosperma H. Wendl. ex Hook. fil. (6 spp.)
        22. Basselinia Vieill. (13 spp.)
        23. Burretiokentia Pic. Serm. (4 spp.)
        24. Cyphophoenix H. Wendl. ex Hook. fil. (4 spp.)
        25. Physokentia Becc. (7 spp.)
        26. Lepidorrhachis (H. Wendl. & Drude) Becc. (1 sp.)
        27. Loxococcus H. Wendl. & Drude (1 sp.)
        28. Hydriastele H. Wendl. & Drude (39 spp.)

      8. Subtribus Euterpeinae J. Dransf. & N. W. Uhl
        1. Oenocarpus Mart. (8 spp.)
        2. Neonicholsonia Dammer (1 sp.)
        3. Prestoea Hook. fil. (9 spp.)
        4. Euterpe Gaertn. (7 spp.)
        5. Hyospathe Mart. (6 spp.)